# Позитив (фото)

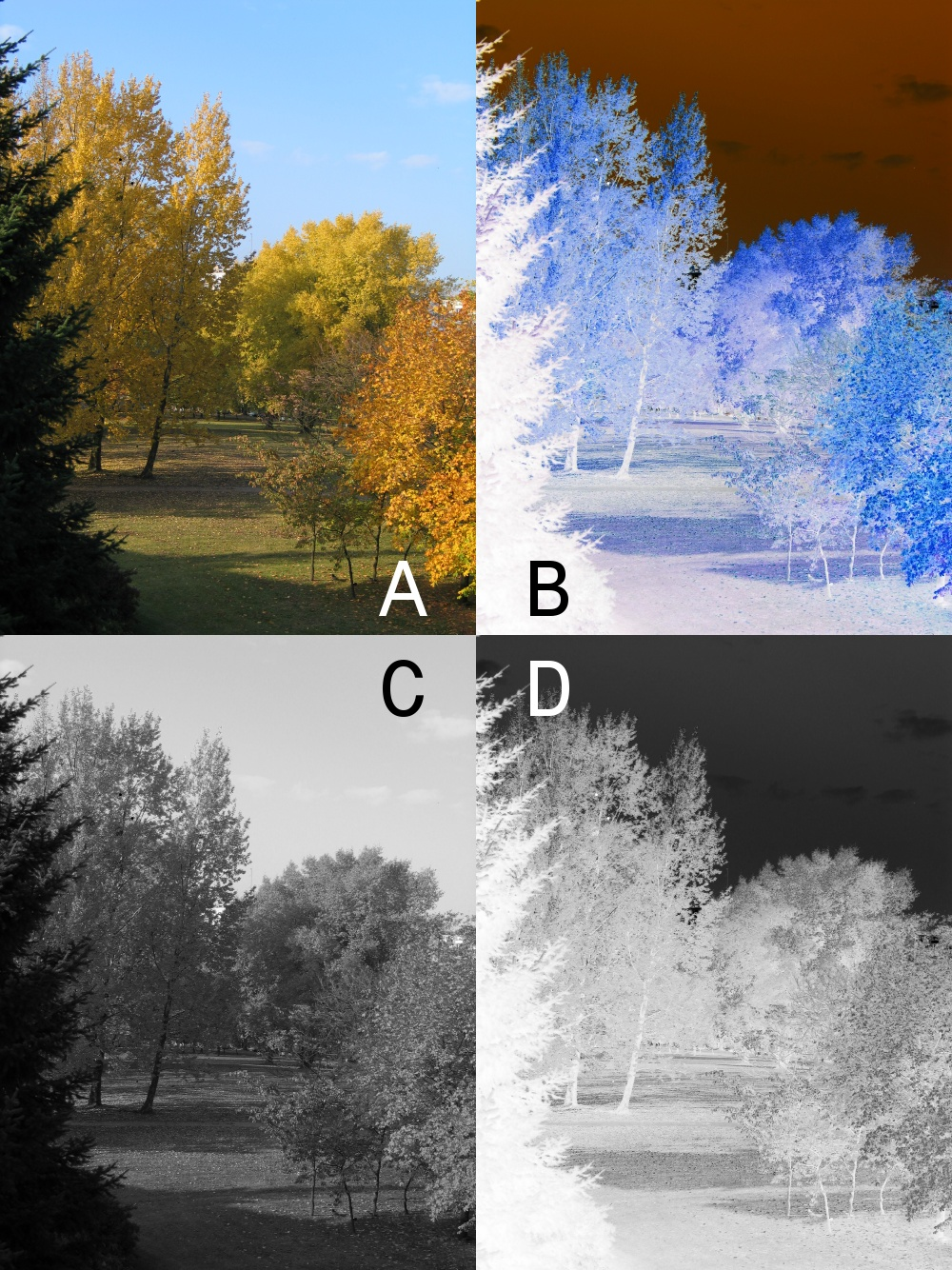
Позитив и негатив. A — цветной позитив. B — цветной негатив. C — чёрно-белый позитив. D — чёрно-белый негатив.

В фотографии и кинематографе под позити́вом понимают изображение, в котором полутона объекта съёмки отображаются таким же распределением оптических плотностей на изображении. Более светлые места (света́) объекта съёмки выглядят светлыми и наоборот, тени выглядят темными. На цветном позитиве цвета объекта съёмки отображаются такими же цветами изображения. Термин «позитив» применительно к фотографии изобретён Джоном Гершелем в XIX веке. Получение позитива возможно как при помощи классического негативно-позитивного процесса, так и непосредственно на фотоматериале, на который совершалась съёмка.

## Негативно-позитивный процесс
Традиционный негативно-позитивный фотографический процесс состоит из двух этапов:
- Негативный процесс:
  - Во время экспозиции в фотоаппарате свет от освещённого объекта через объектив попадает на фото-, киноплёнку (или фотопластинку) и образует скрытое изображение.
  - Светочувствительный слой проявляется, то есть подвергается химической обработке. В результате на нем образуется негативное изображение снятого объекта.

Негативное изображение — это изображение, яркости которого обратны объекту съёмки, то есть наиболее светлые участки выглядят тёмными, а наиболее тёмные (тени) — светлыми. На цветном негативе цвета объекта отображаются дополнительными к ним цветами на изображении.
- Позитивный процесс:
  - Негативное изображение с фото- или киноплёнки, с помощью проходящего сквозь неё света, экспонирует фотобумагу или позитивную плёнку оптическим или контактным способом и образует скрытое изображение[3].
  - После проявления под плотными участками на негативе, через которые прошло мало света, получаются светлые участки на фотобумаге или плёнке и наоборот, под светлыми участками негатива — засвеченные участки позитива. Можно сказать, что позитив — это негатив негатива. В цветном фотопроцессе дополнительные к объекту съёмки цвета негатива на позитиве соответствуют исходным.

Поэтому, на позитивном изображении (на позитиве), цвета и полутона соответствуют снятому объекту.
С одного негатива можно сделать любое количество позитивных изображений (фотографий или фильмокопий).

## Обращаемый процесс
Для получения позитивного изображения непосредственно на фотоматериале, на который производилась съёмка, существует обращаемый фотопроцесс и обращаемые фото- и киноматериалы. Обращаемый процесс основан на получении сначала негативного изображения, состоящего из металлического серебра, затем отбеливания (растворения серебра) и проявления оставшегося в слое галогенида серебра, засвеченного после отбеливания. Обращаемый процесс был широко распространен в любительском кинематографе, потому что многократно упрощал получение кинопозитива. Также, на использовании обращаемого процесса было основано производство цветных слайдов, являвшихся основным источником качественного полиграфического фотоизображения до появления цифровой фотографии.
Также позитивное изображение могло получаться сразу же в одноступенном процессе моментальной фотографии, разработанном фирмой Polaroid.